# Magnac-sur-Touvre
Magnac-sur-Touvre é uma comuna francesa na região administrativa da Nova Aquitânia, no departamento de Charente. Estende-se por uma área de 7,82 km². Em 2010 a comuna tinha 3 247 habitantes (densidade: 415,2 hab./km²).